# پرنده دورشوی رخ‌برهنه
پرندهٔ دورشوی رخ‌برهنه (نام علمی: Corythaixoides personatus) نام یک گونه از سرده پرنده ددری است. وضعیت این پرنده در حالت خطر انقراض، در کمترین حالت خود قرار دارد.